# Chapman (Nebraska)
Chapman je selo u američkoj saveznoj državi Nebraska. Prema popisu stanovništva iz 2010. u njemu je živjelo 287 stanovnika.